# Громадянська війна в М'янмі
Громадянська війна в Бірмі (М'янмі)— війна, яка триває з моменту здобуття незалежності від Великої Британії в 1948 році. Ведеться офіційним урядом Бірми проти комуністичної опозиції, а також проти прихильних до комуністів етнічних повстанців (шани, карени, кая, мони, араканці, качини та інших). Зазначені різноманітні етнічні групи прагнуть автономії або незалежності.
Ця громадянська війна є однією з найдовших громадянських воєн. Війна в М'янмі залишається однією з найскладніших у світі, адже перспектив її завершення поки що не видно.
Війна являє собою протиборство між соціал-демократами й силами ультра-лівої спрямованості, що переплелися з сепаратистськими рухами національних меншин, актами збройної агресії ззовні, виступами демократичної опозиції у містах, а також із боротьбою за контроль і збут опіумної продукції.

## Причини і протиборчі сили
Період британського колоніального панування в Бірмі призвів до появи ринкової економіки та кризи традиційних соціальних відносин на селі. Після капітуляції Японії в 1945 році країна зазнала значного спустошення від війни, що посилило соціальну напруженість. До моменту проголошення незалежності в 1948 році великі масиви землі, особливо в Нижній Бірмі, контролювали індійські лихварі та бірманські поміщики, що жорстоко експлуатували селянство. Англійці перед відходом обіцяли різним регіонам Бірми автономію чи незалежність, що сприяло зростанню напруженості. Становище в Бірмі було частково подібно протистоянню Ізраїлю та арабської Палестини на Близькому Сході після припинення англійського протекторату.
Радикалізація настроїв мас спричинила розкол у владній коаліції «Антифашистська ліга народної свободи», яка об'єднала соціалістів, комуністів і національні партії. 27 березня 1948 року, комуністи Білого Прапора, відкинувши спроби примирення з боку прем'єр-міністра соціаліста У Ну, розпочали збройну боротьбу проти уряду. Почалася широкомасштабна громадянська війна.
Головною опорою влади була армія. На боці уряду були цивільна і військова бюрократія, рядові військові різних національностей, національна буржуазія і заможні селяни.
Опозицію представляли прихильники радикальних перетворень: середні та бідні верстви селянства, частина національної буржуазії, незадоволена скасуванням демократичних свобод і придушенням приватного сектора після перевороту 1962 року, а також збройні угруповання національних меншин.
Основу повстанських сил становили комуністи (Комуністична партія Бірми), які розкололися на дві фракції у 1946 році: КПБ Червоного Прапора (радикальна), популярніша серед селян Нижньої Бірми і КПБ Білого Прапора (масова і помірна), що спиралася на патріархальне селянство середньої течії Іраваді.
Громадянська війна залучила численні етнічні угруповання, які воювали між собою та з урядом, укладали союзи, перемагали, зазнавали поразок і реорганізувалися під іншими назвами. Конфлікти були поширені у всіх регіонах проживання національних меншин М'янми.

## Початок (1948—1964)
Головним фронтом Громадянської війни в Бірмі була боротьба між бірманцями-комуністами й бірманцями-соціалістами (етнічні бірманці становлять 2/3 населення країни); угруповання національних меншин (приблизно 1/3 населення країни) виступали на тій чи іншій стороні конфлікту, паралельно часто борючись між собою.
Популярності бірманських комуністів, які в 1949 році заволоділи другим містом країни — Мандалаєм— і контролювали більшу частину центральних районів Бірми, сприяли їх обіцянки швидко і жорстко вирішити земельне питання та інші соціальні суперечності. Позиції комуністів всередині Бірми посилювала різнобічна підтримка КПБ з боку КНР та Радянського Союзу.
Маоїстське керівництво КНР протягом десятиліть активно підтримувало боротьбу бірманських комуністів за владу над країною— направляло їм зброю, гроші, інструкторів, сподіваючись після перемоги комуністів перетворити Бірму в повністю залежну від Китаю країну (на зразок Кампучії часів Пол Пота). Підтримка бірманських комуністів з боку СРСР мала місце лише до початку 50-х років і носила в основному ідейно-політичний характер; згодом вона послужила причиною стриманого ставлення бірманського керівництва до розвитку зв'язків з Радянським Союзом та іншими соціалістичними країнами.
У зв'язку з різким підйомом повстанського руху зовнішні спостерігачі наприкінці 40-х років сумнівалися, що офіційний уряд Бірми втримається при владі й країна збережеться як єдина держава. До початку 1949 року ослаблення армії, з якої дезертувало і перейшло до повстанців понад 40 % особового складу, спалах в Нижній Бірмі повстання каренів, повне припинення податкових надходжень дійсно поставили офіційний уряд Бірми на межу існування.
У лютому 1949-го бунтівні карени обложили Янгон і розпочали вуличні бої на околицях столиці. Інша частина каренських підрозділів разом з комуністами у квітні цього року опанувала Мандалаєм — другим за величиною містом країни. Мобілізація етнічних бірманців до лав народного ополчення (Народна Добровольча Організація — «Жовті Пов'язки») і термінове постачання зброї з-за кордону (в основному, з Індії) дозволили урядової армії переламати ситуацію і відстояти Янгон.
У зв'язку з низкою поразок на інших фронтах і вступом у війну на боці уряду ополчень чинів і качинів, карени в травні 1949 зняли облогу Янгона і покинули Мандалай, відступивши на свою етнічну територію. Однак у 50-ті роки результат Громадянської війни в центрі, й на околицях Бірми був ще зовсім не очевидним, хоча співвідношення сил поступово зміщувалося на користь бірманської влади. Нездатність лідерів КПБ жорстко контролювати свої загони і припиняти зловживання щодо мирного населення, їх взаємні чвари й розбрат з етно-сепаратистами привели на початку 50-х роки до ослаблення прокомуністичних симпатій серед етнічних бірманців.
Посилена урядова армія зуміла відновити контроль над усіма провінційними центрами Бірми та значною частиною сільських районів країни. Встановилася стійка рівновага між урядовими й повстанськими силами. Її не змогли порушити й агресивні акції уряду Чан Кайши, який щойно зазнав поразки в китайській громадянській війні. Після перемоги комуністичної революції в Китаї загони армії Гоміндану втекли на територію Бірми (штат Шан), сподіваючись на повернення в Китай і створення в КНР «звільнених територій». З цієї причини уряд Чан Кайши на острові Тайвань за підтримки США в 50-60-ті роки прямо й непрямим чином втручався в ситуацію в Бірмі, фінансуючи й повстанців, які воювали з урядом, гомінданівські формування та союзні їм загони національних меншин.
У відповідь на звернення Бірми в Організацію Об'єднаних Націй, Рада Безпеки ООН в 1953 році засудив дії гомінданівців як агресію з боку Китаю. Підтримка бірманських опозиціонерів з боку Китаю, СРСР і США привела до дистанціювання Бірми від усіх цих держав на міжнародній арені та сприяла активній участі країни в Русі неприєднання.

## Перелом (1964—1989)
Після військового перевороту 1962 року диктатор Бірми генерал У Не Він (головнокомандувач армією з 1949 по 1988 рік) провів радикальну аграрну реформу, яка ліквідувала кабальну оренду (закон від 5 квітня 1964 року), і встановив в країні державну монополію на торгівлю рисом. Індійських лихварів-землевласників вигнали з країни й разом з ними Бірму залишила більша частина численної індійської діаспори. В результаті аграрних перетворень середини 60-х років припинилося невпинне гноблення бірманських селян— більшості населення країни. Стабілізація обставин в селі зумовила поступовий перехід селянства Верхньої Бірми— головної бази комуністів— на бік уряду. Це дозволило Чи Не Віну добитися і військового перелому в Громадянській війні, який стався в 1968—1970 роках після краху «загального наступу» бірманських комуністів, загибелі харизматичного лідера КПБ «Білого прапору» Такін Тан Туна і капітуляції глави КПБ «Червоного прапору» Такіна Со
Всі подальші спроби комуністів переламати ситуацію на свою користь не увінчалися успіхом. Вони остаточно перестали користуватися підтримкою етнічних бірманців і опинилися відтіснені у віддалені північно-східні райони поблизу кордону з Китаєм. Серйозні бої між повстанцями та урядовим військам 70-80-ті на цій території (нерідко з 2-3 тисячами убитих з обох сторін) знекровили бірманських комуністів, які позбулися своїх останніх прихильників серед народностей ва і кокан. У квітні 1989 року повстання цих племен проти бірманської верхівки КПБ змусило останню тікати в Китай; воно поставило крапку в поточній з 1948 року боротьбі комуністів за владу над Бірмою. Поразка бірманських комуністів — головної опозиційної сили Бірми— зробило замирення уряду з етнічними повстанцями питанням часу.
Водночас жорстка унітарна політика центру в часи Не Віна й антиринкові закони (в рамках будівництва бірманського соціалізму) нерідко змушували жителів національних округів підтримувати збройну опозицію. Околичні райони Бірми, контрольовані опозицією, відігравали важливу роль у вільній торгівлі з Таїландом, Бангладешем та Індією.
Непопулярність серед містян Бірми військового уряду, який придушив демократичні сили, закривав університети та не зміг впоратися з господарством країни, також підживлювало збройні загони опозиції й затягувало громадянську війну. Її продовження сприяло перетворення східних районів Бірми в не підконтрольну уряду «сіру» зону виробництва наркотиків та наркоторгівлі— основна частина знаходиться на території декількох країн Південно-Східної Азії Золотого трикутника. Торгівля наркотиками приносила повстанським угрупованням великі доходи, даючи можливість утримувати добре озброєні армії. Водночас втягування збройної опозиції в наркотрафік насправді стало наслідком неухильного скорочення соціальної бази бірманських повстанців (ще в 60—70-ті роки завдяки успішній аграрній реформі від участі в Громадянській війні відійшла основна маса етнічних бірманців— жителів сільських районів країни). Тому приплив коштів від торгівлі наркотиками не допоміг опозиціонерам змінити на свою користь загальний хід громадянської війни в країні.

## Завершальний етап (1989—2012)
Лібералізація економіки після військового перевороту 1988 року поряд з появою у держави у 2000-ні значних газових доходів дозволили уряду посилити військово-політичний тиск на праву опозицію (радикальні міські верстви, угруповання етносепаратистів) і забезпечили подальшу стабілізацію обставини в країні. Широка участь представників національних меншин М'янми в обговоренні та прийнятті Конституції 2008 підвело риску в громадянській війні.
Досягнення у 2011 році компромісу між військовими та міськими верствами правої опозиції (включення Національної Ліги за демократію в реформаторську політичну систему), а також примирення в січні 2012 року уряду М'янми з Каренською Національною Спілкою— найнаполегливішим і найнепримиреннішим угрупованням етнічних сепаратистів— дозволяє вважати громадянську війну в М'янмі в цілому закінченою.
Основний тягар Громадянської війни винесли на собі збройні сили Бірми, керовані генералом Чи Не Віном і його висуванцем старшим генералом Тан Шве. Урядова армія Бірми, безперервно воювала протягом більш ніж 60 років, до 2000-х років стала однією з найсильніших у Південно-Східній Азії (поряд з в'єтнамською). У ході конфлікту військові стали панівною силою у внутрішньому житті Бірми й донині не мають всередині країни серйозних конкурентів.

## Громадянське протистояння в національних регіонах Бірми (1948—2012)
Основна стаття: Громадянська війна в національних областях Бірми
Поширення товарно-грошових відносин серед прикордонних народів і племен колоніальної Бірми призвело до кризи їх традиційного укладу життя. Зберігаючи великий вплив на маси, племінна верхівка прикордонних народів, прагнула увічнити свою владу і привілеї на новому етапі розвитку, прості громадяни, навпаки, часто були незадоволені посиленням експлуатації з боку знаті. Під впливом пропаганди британських колонізаторів до моменту проголошення незалежності країни (4 січня 1948 року) в дезінтегрованих національних спільнотах Бірми актуалізувалася пам'ять про міжнаціональні конфлікти минулого, широко поширилися ілюзії про можливість відокремленого існування під протекторатом колишньої метрополії.
Національний аспект Громадянської війни в Бірмі на її першому етапі (до початку 70-х років) полягав у спробі монів і монізованних каренських племен взяти реванш за поразки в монсько-бірманських війнах XV—XVIII століть. Ставкою в цій боротьбі була єдність країни: збереження єдиної Бірми на чолі з етнічними бірманцями, або її розпад на конгломерат напівнезалежних племінних утворень, що групуються навколо монсько-каренської держави в Нижній Бірмі і держави етнічних бірманців в середній течії річки Іраваді (повернення до положення XV — початку XVI століть).
Після перелому в Громадянській війні (1968-1970-ті роки) і поразки бірманських комуністів — головної опозиційної сили країни — замирення уряду Бірми з національними меншинами стало питанням часу. Зміцнення позицій уряду Бірми, поряд зі скороченням підтримки етнічних повстанців з-за кордону, привело до того, що в 70-90-ті роки курс на досягнення повної незалежності з усіх сепаратистських угрупувань послідовно відстоював лише Каренська Національна Спілка. Інші етнічні сепаратисти вели (або ведуть до теперішнього часу) більш-менш завуальовані торги з центральною владою про умови входження в єдину бірманську державу.

### Чини
Чинські племена, що осіли в горах між Іраваді і Брахмапутрою, історично були одними з найбільш лояльних бірманській владі мешканців гірських районів країни. Відстоюючи власну автономію, чини, а проте, ніколи не оскаржували входження до складу бірманської держави.
На рубежі 40-х і 50-х років XX століття, коли бірманська держава опинилася на межі розпаду під час громадянської війни, чинські вожді надали підтримку центральному уряду — надали в його розпорядження 15 батальйонів ополчення. В обмін на ці послуги бірманський уряд досі практично не втручалася у внутрішнє життя чинських племен. Чинський національний штат донині є чи не найбільшою замкнутою і повністю закритою для відвідувань іноземців територією Бірми.

### Качини
Як і інші горці, войовничі качини в XVIII—XIX століттях поставляли загони в військо бірманських царів, але їх зв'язок з центральним урядом був більш номінальним, ніж у чинів або шанів. Наприкінці 40-х років XX століття, в обмін на збереження на території Качинського регіону влади феодальних вождів, качини погодилися підтримати в громадянській війні офіційний уряд Бірми — виставили для його підтримки двадцятитисячне ополчення. Крім того, Качинські батальйони віддано боролися з бунтівниками в складі бірманської армії. Однак послідкувавши в 50-60-ті роки спроби бірманської влади ліквідувати в Качинській області традиційні інститути влади зумовили охолодження відносин качинів та центру.
Станом на 2000-ні роки на території штату Качин діяла Організація Незалежності Качина. У 90-ті роки ОНК підписала з владою угоду про припинення вогню, проте вона не роззброюється і продовжує діяльність, пов'язану з вирощуванням опіуму і контрабандною торгівлею з сусідніми областями Китаю. Прагнення нинішнього бірманського уряду присікти цю діяльність ОНК і взяти під контроль кордон з Китаєм у 2011—2012 роках викликав найсерйозніший за останні десятиліття конфлікт між центральною владою і качинськими сепаратистами; він посилюється неврегульованістю умов, на яких структури ОНК можуть увійти в нині формувальний загальнобірманські інститути влади.

### Мони
Зазнавши поразки в монсько-бірманських війнах XV—XVIII століть, мони до приходу англійців лише менше ніж 100 років перебували в складі єдиної Бірми, виношуючи ідею повернення своєї самостійності. Після досягнення Бірмою в 1948 році незалежності від Англії Монський Народний Фронт і Каренський Національний Союз, який спирався на монізованних південних каренів, спробували переграти результати монсько-бірманських воєн. У серпні 1948 року військові крила МНФ і КНС — Організації Захисту монських і каренських Народів — проголосили курс на створення об'єднаної монсько-каренської держави в межах всієї Нижньої Бірми. З початком каренського повстання в січні 1949 року монські загони взяли активну участь в облозі Янгона.
Велика частина монського населення Бірми, однак, залишилася осторонь від збройної боротьби за незалежність — найактивніші її прихильники серед монів ще в Середні століття були перебиті бірманцями або втекли до сусідніх каренів та в Таїланд. У власне монських регіонах Бірми обмежену збройну боротьбу за незалежність до початку 90-х років вів Монський Народний Фронт, перетворений в 1962 році в Партію Нової Монської Держави.
В цілому монський штат у 2000-ні роки був самим мирним і відкритим для туристів національним регіоном Бірми.

### Карени
Номінально карени визнавали владу середньовічних монських та бірманських владик, однак практично вони нікому не підкорялися, здійснювали постійні набіги на більш розвинених сусідів і активно займалися работоргівлею. Із захопленням Бірми англійцями, ненаціональна верхівка монізованних каренів охоче сприйняла християнство і перетворилася на надійну опору колонізаторів.
Орієнтовані на Англію, каренські лідери зіграли важливу роль в переростання конфлікту між бірманськими комуністами та соціалістами в повномасштабну громадянську війну. У січні 1949 року повстання прекрасно навчених каренських батальйонів бірманської армії поставило офіційний уряд країни на грань загибелі. Взимку 1949-го карени обложили Рангун (Янгон) і зав'язали вуличні бої на околицях столиці. Мобілізація етнічних бірманців до лав народного ополчення і термінові надання зброї з-за кордону дозволили урядовій армії переламати ситуацію і відстояти Янгон. У зв'язку з низкою поразок на інших фронтах і вступом у війну на боці уряду етнічних ополчень чинів і качинів, карени в травні 1949 зняли облогу Янгона, відступивши на свою етнічну територію. Тут КНС успішно відбивав атаки урядових військ і довгі десятиліття виношував ідею створення незалежної держави. Для полегшення його визнання західними державами карени — єдині серед етнічних заколотників — навіть серйозно боролися з наркоплантаціями і наркоторгівлею на своїй території. Остаточна поразка бірманських комуністів — головної опозиційної сили Бірми — зробило надії каренів на незалежність зовсім примарними.
У 1995 році в результаті масованого наступу урядові війська зайняли столицю каренської опозиції містечко Манепло, і сторонам вдалося досягти перемир'я. Генерал Бо Мя — лідер КНС — пішов у відставку, передавши управління своєму синові Нерд Мя. 12 січня 2012 року КНС офіційно примирився з урядом і припинив збройну боротьбу за незалежність.

### Кая
В ході розпочатої в незалежній Бірмі громадянської війни, племена кая (відомі серед бірманців як «каренні» — «червоні» карени), після вбивства в серпні 1948 року свого лідера князя У Бі Хту, прилучилися до каренських повстанців і взяли участь в облозі Янгона взимку — навесні 1949 року. Після поразки монсько-каренського повстання 1949—1950 років каяські племена розкололися: в 1957 році прихильники незалежності кая сформували Національну прогресивну партію каренні, озброєним крилом якої є  Армія каренні . Ця армія продовжує опір до теперішнього часу, за винятком короткого періоду припинення вогню в 1995 році. Проти неї виступили Нова Земельна партія кая і Фронт національного визволення каренні , які уклали союз з центральним урядом Бірми.
Хоча переговори про припинення вогню з Армією каренні регулярно поновлюються, остаточної угоди не знайдено і збройні зіткнення раз у раз виникають знову. Лояльні уряду партії кая, між тим, схвалили Конституцію 2008 року і в листопаді 2010-го взяли участь у загальнонаціональних парламентських виборах.

### Шани
Після початку колоніального періоду британці встановили в шанських регіонах систему непрямого управління — законсервували старовинні порядки в 33 князівствах Шанської федерації і зміцнили в них всевладдя місцевої великої аристократії. До моменту досягнення Бірмою незалежності в 1948 році, орієнтовані на Англію великі Шанські князі-собу домоглися для шанів конституційного права після 10 років вийти зі складу бірманської держави. Проти такого розвитку подій виступали володарі невеликих князівств Шанської області і маси простих шанів, яких гнобили і експлуатували великі Шанські магнати.
Враховуючи непопулярність великої аристократії серед населення Шанської держави, уряд У Ну в 1952 році провів в парламенті закон про встановлення в шанських князівствах влади тимчасової військової адміністрації. Восени 1952 року частини бірманської урядової армії увійшли на територію Шанської області, але незабаром натрапили на запеклий опір армій шанських феодалів і племінних ополчень деяких інших народностей штату Шан (ва, палаунгів, кокан та інших). Місцеві сепаратисти діяли за підтримки формувань армії Гоміндану, яка 1950 року відступила до Бірми під натиском звитяжних китайських комуністів. Використовую всебічну допомогу з боку США, гомінданівці генерала Лі Мі в союзі з місцевими племінними лідерами створили на бірманській території непідконтрольну центральної влади «сіру» зону нарковиробництва та наркоторгівлі — плацдарм для диверсій проти КНР.
На початку 60-х років бірманські урядові війська разом з частинами НВАК витіснили більшу частину гомінданівців за межі Шанської області. А все таки скориставшись скутістю основних сил урядової армії боротьбою з комуністами в Центральній Бірмі, племінні сепаратисти шанського регіону значною мірою зберегли контроль над своїми володіннями. Після поразки бірманських комуністів центральна влада Бірми змогли підсилити військовий і політичний тиск на наркобаронів шанської області.
Серед 17 етносепаратистських угруповань, що діяли на території області Шан до початку 90-років, особливою силою і впливом виділялися Об'єднана армія держави ва, монсько-тайська армія, Південна армія шанської держави і армія національно-демократичного альянсу М'янми.
У січні 1996 року бірманські урядові війська взяли Хомонг, захист одного з найбільш сильних угруповань, і великого наркобарона Кхун Са— лідер МТА— здався владі разом з 15 тисячами своїх бійців. Під тиском центру інші угруповання етносепаратистів області Шан також уклали в 90-ті роки перемир'я з владою, потім сформували політичні партії та взяли участь у загальнобірманських парламентських виборах у листопаді 2010 року. Проте, навіть у 2014 році проблему регіону Шан не можна назвати до кінця вирішеною— влада центрального уряду досі є номінальною у багатьох районах штату Шан, особливо там, де масово осідають нелегальні мігранти з сусіднього Китаю.

### Аракан
У різні періоди своєї історії Аракан то входив до складу бірманських царств, то існував як незалежна держава. Незважаючи на те, що мусульманська Бенгалія в XVI—XVII століттях безпосередньо входила до складу Араканського царства, буддисти-араканці в Середні століття практично не змішувалися з мусульманами.
Зберігаючи пам'ять про колишню славу незалежного Аракана, частина ракхайнців після проголошення незалежності Бірми в 1948 році виступила на підтримку широкої політичної автономії регіону, яку в 50-ті-60-ті роки зі зброєю в руках відстоювали активісти національного об'єднаного фронту Аракана. Ще більшою популярністю користувалися в Аракані місцеві комуністи, які в 1948-1950-му роках контролювали значну частину його території.
Тільки на початку 70-х років, після успішної аграрної реформи генерала Не Віна та надання буддистам-араканцям статусу національної меншини, місцеве населення відійшло від підтримки збройної опозиції уряду. Примирення араканців з центральною владою сприяло загострення відносин місцевих буддистів з мусульманською меншістю, що почалося ще в колоніальний період.
З другої половини XIX століття швидкий економічний розвиток британської Бірми призвів до масової трудової міграції індійців, в тому числі індійських мусульман, на бірманську територію. Останні особливо охоче осідали в прикордонному з Бенгалією Ракхайні. Ще в 1930-ті роки зростання напруженості у відносинах між місцевими буддистами й мусульманами вилився в серію кривавих взаємних погромів, які досягли найбільшого розмаху в 1942 році, після початку японської окупації. Тоді ж виник рух мусульман-моджахедів, що існує й нині, за відділення районів Ракхайна з переважно мусульманським населенням і утворення незалежної держави Аракандеш.
Сепаратистські настрої лідери місцевих мусульман вимагають надання їм М'янмою цивільних прав і заявляють про свою приналежність до особливої народності рохінджа. Після буддійсько-мусульманських погромів 2012 року вони були визнані ООН однією з найбільш гноблених у світі етнічних груп.
Бірманська влада вважають, що народу рохінджа не існує, оскільки ракхайнські мусульмани говорять на діалектах бенгальської мови та в масі своїй ідентифікують себе з бенгальцями.
Панівні в мусульманських анклавах Аракана сепаратистські угруповання Араканський фронт незалежності рохінджа й Організація солідарності рохінджа спираються на політичну, фінансову та інформаційну підтримку західних демократій і монархій Аравійського півострова. На цьому тлі претензії і дії ракхайнських мусульман, які історично не були органічним компонентом бірманського соціуму, являють собою акти агресії світу ісламу стасовно до Бірми і безпосередньо не пов'язані з цивільними конфліктами всередині країни.

## Сучасний стан
Етнічні бірманці відійшли від масової участі у збройній боротьбі з урядом ще в 70-ті— 80-ті роки. Національні меншини Бірми, зазнавши ряд поразок від урядових сил, взяли активну участь в обговоренні та прийнятті Конституції 2008 року, яка впорядковує систему управління в національних областях країни й включає збройні етнічні формування до складу бірманської армії..
Примирення в січні 2012 року уряду М'янми з Каренським Національним Союзом, найбільш наполегливим і непримиренним угрупованням етносепаратистів, підвело риску у війні на околицях Бірми. Сформовані в усіх регіонах країни політичні партії в листопаді 2010-го та у квітні 2012-го років брали участь у виборах парламенту М'янми і цивільних органів влади на місцях.
Незважаючи на можливі в майбутньому окремі конфлікти та тертя з приводу участі національних меншин у загальнобірманських інститутах влади, громадянську війну в Бірмі (М'янмі) зараз можна вважати закінченою.

## У фільмах
- Події Громадянської війни в Бірмі зображений в художньому фільмі Рембо IV, який хоч і не є серйозним і вірогідним джерелом, але дає уявлення про стан справ у країні.
- Показ цієї війни також можна побачити у фільмі Ларго Вінч 2: Змова в Бірмі, де показаний весь жах громадянської війни.
- У фільмі Далеко від Рангуна, в основу якого покладено реальні події, що відбулися в Бірмі в 1988 році.
- І у фільмі Люка Бессона «Леді», який розповідає про громадянське протистояння в Бірмі від особи нобелівського лауреата Аун Сан Су Чжі і її сім'ї.